# 阿根廷线尾雀属
阿根廷线尾雀属（学名：Sylviorthorhynchus）是灶鸟科下的一个属。

## 下属物种
本属包括以下物种：
- 阿根廷线尾雀 Sylviorthorhynchus desmursii Des Murs, 1847